# Valmet PIK-23 Towmaster

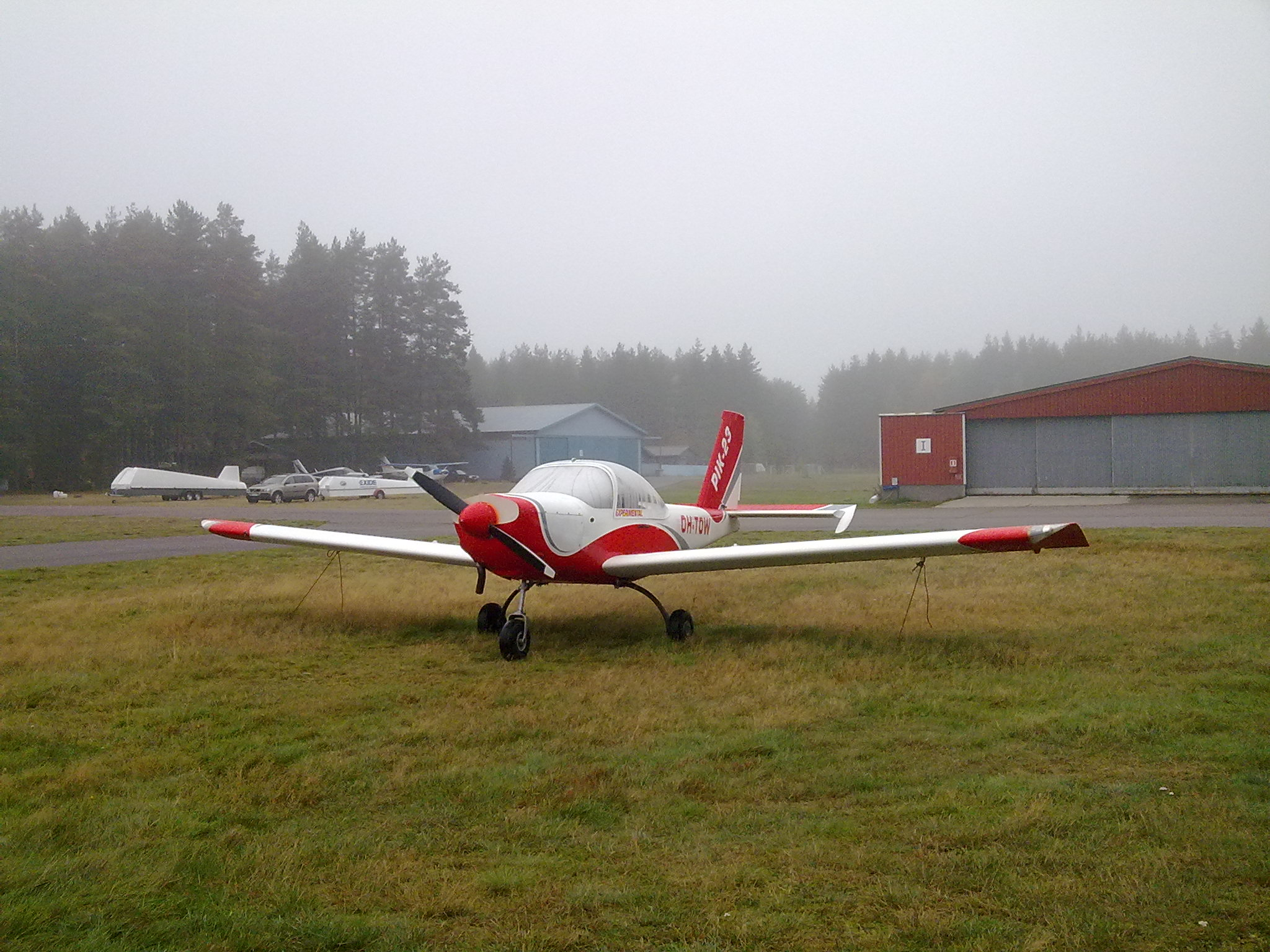
Valmet PIK-23 Towmaster

Die Valmet PIK-23 Towmaster war ein Schulflugzeug des finnischen Herstellers Valmet, das vollständig aus Verbundwerkstoffen gefertigt wurde.

## Geschichte und Konstruktion
Polyteknikkojen ilmailukerho, ein Verein finnischer Technikstudenten mit langer Erfahrung in der Flugzeugentwicklung, schlug in den 1970er Jahren vor, ein neues Flugzeug für Segelflugzeugschlepp zu entwickeln. Die Arbeit konzentrierte sich zuerst auf die Verbesserung eines früheren Entwurfs, der PIK-19 Muhinu. Später übernahmen die Technische Universität Helsinki und Valmet das Projekt und begannen mit der Entwicklung von neuem. Das Ziel war es, ein Flugzeug zu entwickeln, das außer zum Segelflugzeugschlepp auch als Schulflugzeug verwendet werden konnte. Es erhielt den Namen PIK-23 Towmaster. Das Flugzeug wurde als einmotoriger Tiefdecker mit nicht einziehbarem Bugradfahrwerk sowie zwei nebeneinander befindlichen Sitzen entworfen. Lediglich zwei Flugzeuge wurden gebaut, das eine von Valmet, das andere an der Universität in der Werkstatt von PIK. Der Erstflug der OH-TUG fand am 22. März 1982 statt. Das zweite Flugzeug startete im darauf folgenden Jahr erstmals. Obwohl Valmet das Flugzeug intensiv vermarktete, erfolgten keine Aufträge. Es wurde sogar überlegt, das Flugzeug für Hobbyflugzeugbauer als Bausatz zu verkaufen.

## Technische Daten
| Kenngröße             | Daten                                                    |
| --------------------- | -------------------------------------------------------- |
| Besatzung             | 2                                                        |
| Länge                 | 7,19 m                                                   |
| Spannweite            | 10 m                                                     |
| Höhe                  | 2,90 m                                                   |
| Flügelfläche          | 14 m²                                                    |
| Flügelstreckung       | 7,1                                                      |
| Leermasse             | 590 kg                                                   |
| max. Startmasse       | 870 kg                                                   |
| Reisegeschwindigkeit  | 220 km/h                                                 |
| Höchstgeschwindigkeit | 250 km/h                                                 |
| Dienstgipfelhöhe      | 3650 m                                                   |
| Reichweite            | 1250 km                                                  |
| Triebwerke            | 1 × Kolbenmotor Avco Lycoming O-360-A4M; 134 kW (182 PS) |